# British Rail Class 90
British Rail Class 90 – typ lokomotyw elektrycznych produkowanych w latach 1987-1990 przez zakłady BREL w Crewe. Łącznie zbudowano 50 sztuk. Ich głównymi użytkownikami są przewoźnicy towarowi: EWS i Freightliner. Lokomotywy też można również spotkać na dalekobieżnych trasach pasażerskich, obsługiwanych przez Abellio Greater Anglia.